# サブブランド
サブブランドとは、同一の企業がメインのブランドとは異なるコンセプトやサービス、商品を展開する際に設けるブランドである。

## 概要
メインのブランドが社名そのもののとなる場合が多いのに対し、サブブランドは社名とは異なる場合が多い。子会社を設けずに単一の会社で複数の異なるコンセプトやサービス、商品を展開する際に使われる。
一例としてトヨタ自動車はメインブランドの「TOYOTA」のほかに「LEXUS」、「GR」を、JVCケンウッド（旧・日本ビクター、およびケンウッド）はメインブランドの「JVC」と「KENWOOD」のほかに「Victor」を、パナソニック（パナソニックホールディングス）はメインブランドの「Panasonic」のほかに「Technics」を、それぞれ展開している。

## 日本の携帯電話におけるサブブランド

### 概要
日本の携帯電話業界において、「サブブランド」とは携帯電話事業者（MNO）であるNTTドコモとKDDI・沖縄セルラー連合とソフトバンクが展開する下記の5つのブランドをさす場合が多い。メインブランドより低価格な料金プランで提供されている。

#### NTTドコモのサブブランド
- ahamo

#### KDDI・沖縄セルラーのサブブランド
- povo
- UQ mobile

#### ソフトバンクのサブブランド
- LINEMO
- Y!mobile

ahamo、povo、LINEMOについて、各社は新料金プランと発表したが、「携帯ショップによるサポートが無い、もしくは有償」「キャリアメールが提供されない」等から、実態としてはサブブランド、別ブランドである。

### 経緯

#### MVNOの隆盛
これらのサブブランドは、2010年代中盤に、それ以前の日本では少なかったSIMロックフリースマートフォンが多数発売されるようになり、SIMフリースマートフォンとのセット販売（いわゆる「格安スマホ」）を目論んで新規参入が相次いだMVNOへの大手キャリアからの顧客流出（特にNTTドコモ回線を利用したMVNOへの流出）が増加した時期に、KDDIとソフトバンクが対抗策としてそれぞれ「UQ mobile」「Y!mobile」を設けたことから始まる。MVNOは実店舗をほとんど設けず、ネットワーク維持費、広告費、人件費などを抑えたことにより、ライトユーザー向けに大手キャリアよりも安いプランを提供していたことから、これらのサブブランドも、サービスやセット販売で提供する端末をミッドレンジ以下の機種に絞り、メインブランドよりも低廉な料金プランのライトユーザー向けブランドとして展開されることになる。
これらのサブブランドを運営するKDDIとソフトバンクは、すでにメインブランドで高い知名度があり、資金力が豊富な大手キャリアの優位性を生かして、有名タレントを起用したCMの展開、大手の販売網を利用した実店舗展開やそれによるアフターサービス、小規模MVNOでは困難な型落ちのiPhoneの販売、これまでのMVNOのネックだった通信速度の高速化などで差別化を図った結果、既存のMVNOとの競争に対して優位に立っている。

#### 菅義偉内閣による携帯電話料金引き下げ政策
2020年には菅義偉内閣が大手携帯電話会社に携帯電話の月額料金を値下げするよう迫る中、それぞれのメインブランドであるauとSoftBankでの値下げによる料金収入低下を避けたいKDDIとソフトバンクは10月28日、サブブランドであるUQ mobileとY!mobileで、菅内閣からの要求を受けた形で、20GBで月額4,000円前後というプランをそれぞれ発表した。これに対し、同内閣の総務大臣である武田良太はメインブランドで値下げを行おうとしないKDDIやソフトバンクらの姿勢を批判している。
政府はメインブランドでの値下げを要望していたため、サブブランドを持っていなかったNTTドコモは、2020年12月、デジタルネイティブ世代をターゲットにし、20GBで税抜2,980円（2021年3月1日の発表で税抜2,700円に改定）の新プランの「ahamo」を2021年3月に導入すると発表した。ドコモとしては「料金プラン」と謳っていたものの、手続はオンラインのみで、ドコモメール、3GのFOMAのサービスエリアがいずれも利用不可であるなど、「サブブランド」に近い位置づけとなっている。
ahamoはドコモ既存プランからの移行時の費用が無料であったことから、総務大臣の武田には評価された。また、携帯電話業界でこれまで慣習化していた契約後の最初の数か月間、もしくは1年間などといった期間限定割引や各種セット割引適用時の料金表記を止め、どのユーザーでも同じ料金を実現したため、料金面でのインパクトも大きく、メインブランドでの大幅値下げを打ち出せていなかったKDDIやソフトバンクにとっては大きな衝撃となり、方針転換を迫られた。その結果、ahamoに対抗するメインブランドの「新料金プラン」として、ソフトバンクは「SoftBank on LINE」（2021年2月18日にLINEMOに名称変更）、KDDI・沖縄セルラーは「povo」をそれぞれ発表している。

### サブブランドとMVNOの摩擦
2017年末から始まった総務省の有識者会議「モバイル市場の公正競争促進に関する検討会」にて、「UQ mobile」と「Y!mobile」は、MVNOとの間で公平な競争条件が成立していないのではという懸念が示された。KDDIとソフトバンクは顧客流出を防ぐための受け皿としてサブブランドを活用しており、サブブランドの回線は混雑時でも通信速度が速いことから、MVNOより優遇されているのではないかという批判がなされた。
また2021年には、大手3キャリアによる格安プランのahamo、povo、LINEMOにより、MVNO全体の契約数が減少。その後MVNOの業界団体であるテレコムサービス協会MVNO委員会が総務省に要望書を出し、携帯大手への接続料が引き下げられた。